# Hemiceras echo
Hemiceras echo är en fjärilsart som beskrevs av Dyar 1908. Hemiceras echo ingår i släktet Hemiceras och familjen tandspinnare. Inga underarter finns listade i Catalogue of Life.